# HAT-P-8 b
HAT-P-8 b — экзопланета, расположенная на расстоянии 750 световых лет в созвездии Пегаса и вращающаяся вокруг звезды десятой звёздной величины GSC 02757-01152. Планета была открыта с помощью транзитного метода в декабре 2008 года. Несмотря на своё обозначение, планета была одиннадцатой, открытой в рамках Проекта HATNet. Планета в полтора раза массивнее Юпитера, в то время как и радиус планеты превышает юпитерианский в полтора раза. Масса планеты достоверно определена, так как точно известен наклон орбиты, что характерно для транзитных планет. Планета относится к типу горячих юпитеров из-за своего близкого расположения к собственной звезде, что делает температуру на поверхности крайне высокой (возможно несколько тысяч градусов по Кельвину). Расстояние между планетой и звездой в 20 раз меньше того, что разделяет Солнце и Землю, и в 8 раз меньше расстояния между Солнцем и Меркурием. «Год» на этой планете составляет 3 дня 1 час 49 минут и 54 секунды.